# Cremastinae
Cremastinae ist eine relativ kleine Unterfamilie der Schlupfwespen mit etwa 840 Arten in 36 Gattungen (siehe unten und). Von relativ vielen Gattungen kennt man nur eine oder wenige Arten, artenreich sind die Gattungen Cremastus, Temelucha und Pristomerus. Die Unterfamilie ist weltweit verbreitet, aber die meisten Arten kommen in den Tropen und Subtropen vor.

## Morphologie
Die Cremastinae-Schlupfwespen sind klein bis mittelgroß, die Vorderflügel sind 3 bis 14 mm lang. Das Geäder im Vorderflügel ist mehr oder weniger reduziert, die fünfeckige Zelle (Areola) ist meist offen, das Stigma ist kurz und oft dreieckig. Der Clypeus ist convex und durch eine Furche vom Gesicht abgegrenzt. Das Gesicht ist meistens hell.

## Lebensweise
Wie alle Schlupfwespen sind die Cremastinae Parasitoide. Ihre Wirte sind meistens Schmetterlinge, seltener Käfer, deren Larven in Stängeln, Blattrollen oder Gallen versteckt leben. Bei den einheimischen Arten werden stets Schmetterlinge parasitiert. Die Eier werden in die Raupen (Larven) hinein gelegt, wo sie sich endoparasitisch entwickeln. Die erwachsenen Wirtslarven werden vor (oder kurz nach) der Verpuppung umgebracht.

## Systematik
Innerhalb der Ichneumonidae dürften die Cremastinae mit den Unterfamilien Anomaloninae, Campopleginae, Nesomesochorinae und Ophioninae eine phylogenetische Gruppe darstellen. Es gibt keine phylogenetische Untersuchung über die Unterfamilie, aber sie gilt als monophyletisch.

## Gattungen

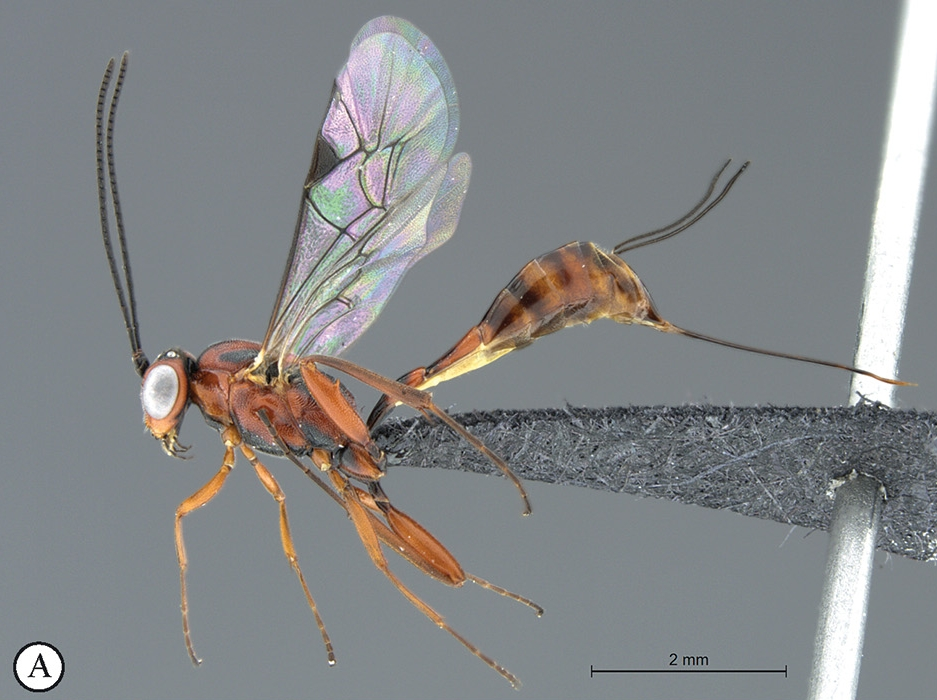
Pristomerus kagga, aus Südafrika

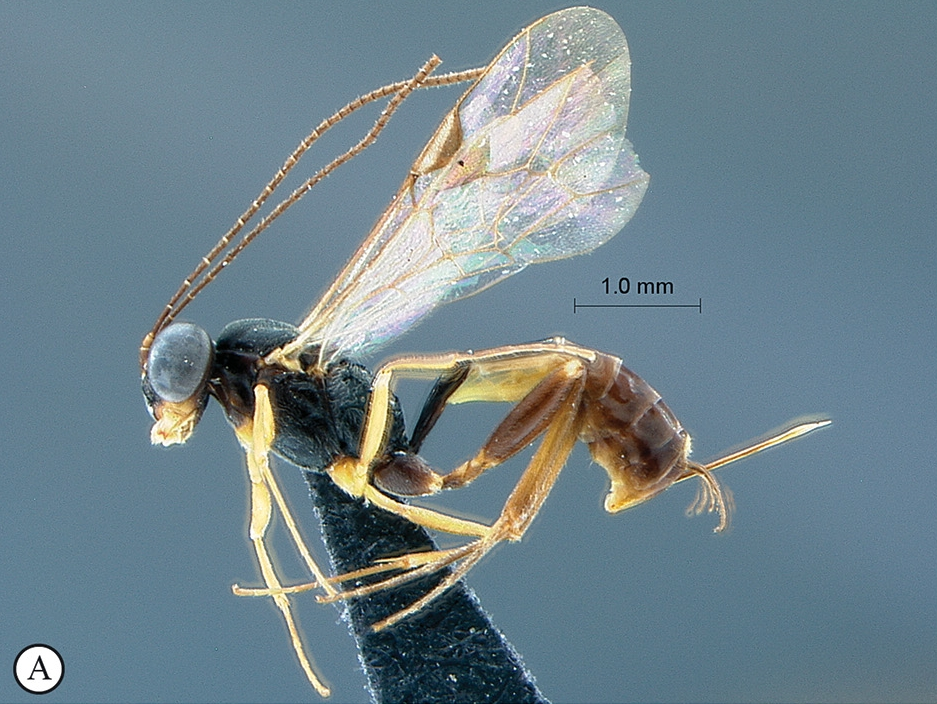
Pristomerus mbaka aus Südafrika

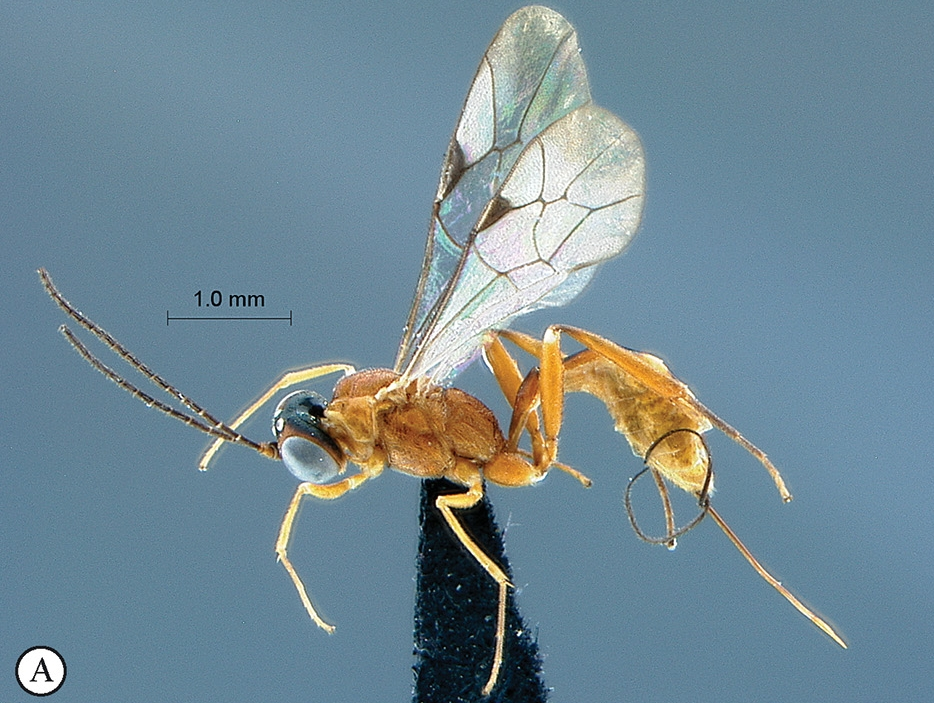
Pristomerus mboum aus Südafrika

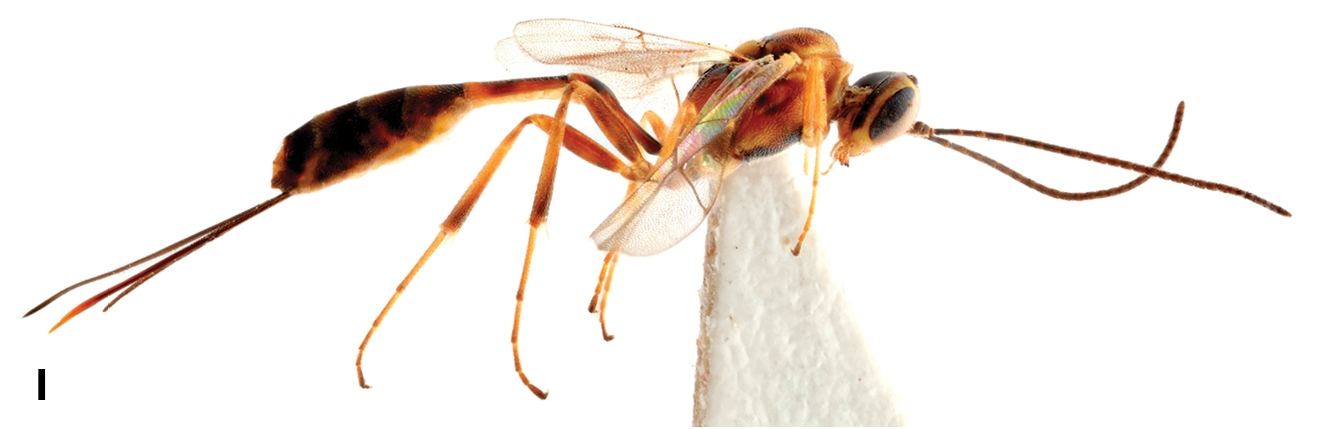
Temelucha rea aus Malta

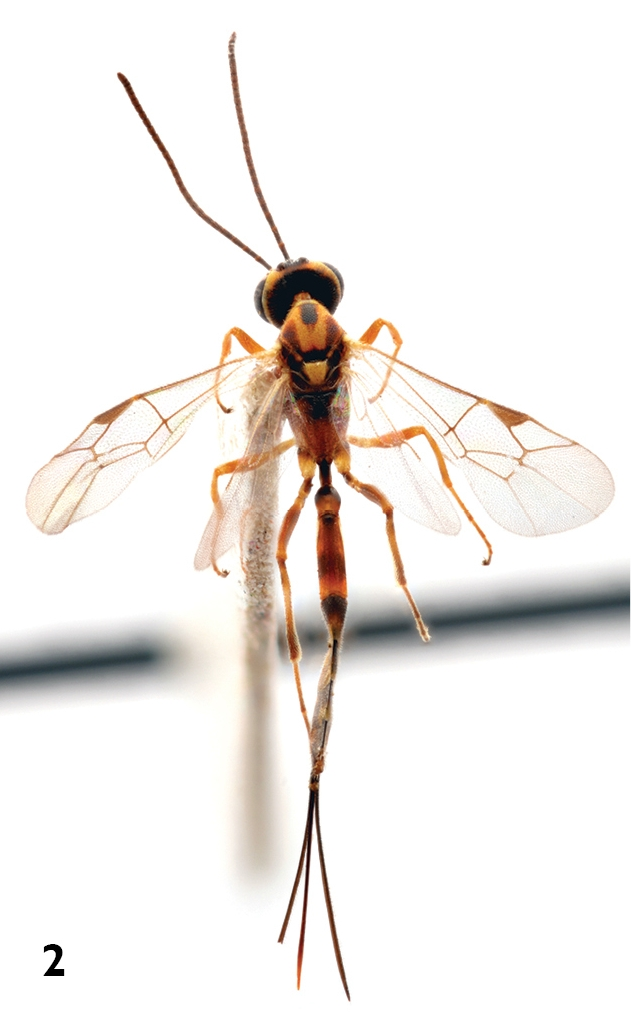
Temelucha rea, aus Malta von dorsal

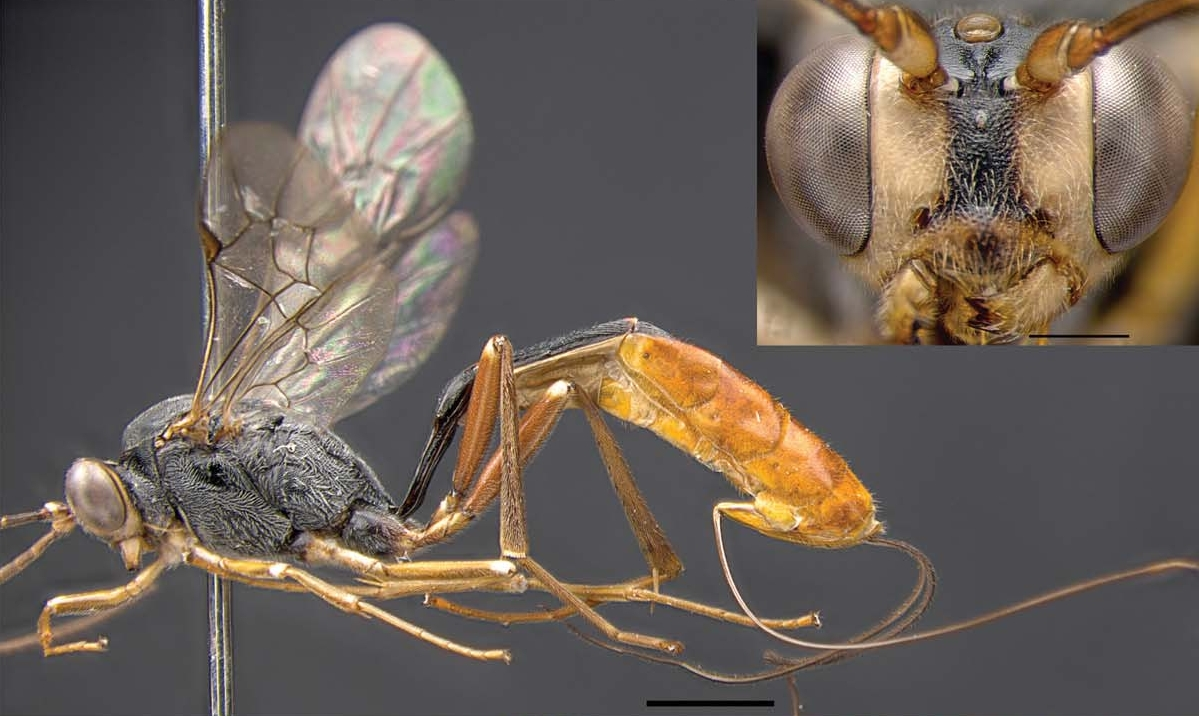
Trathala striata, seitlich und Kopf von vorne (Südkorea und Indien)

nach Taxapad gibt es folgende Gattungen:
- Acourtia Cockerell, 1921: 1 Art Acourtia perplexa, Europa
- Belesica Waterston, 1929: 2 Arten, Afrotropis
- Celor Kokujev, 1901: 3 Arten, Ostpaläarktis
- Creagrura Townes, 1971: 1 Art, Neotropis
- Cremastus Gravenhorst, 1829: ca. 130 Arten, weltweit
- Dimophora Förster, 1869: 17 Arten, Paläarktis, Neotropis, Nearktis
- Dolichopselephus Ashmead, 1890: 5 Arten, Nearktis
- Eiphosoma Cresson, 1865:  57 Arten, Nearktis, Neotropis[8][1]
- Eucremastoides Kolarov, 1980: 1 Art, Bulgarien, Türkei
- Eucremastus Szépligeti, 1905: 12 Arten, Afrotropis, Paläarktis
- Eurygenys Townes, 1971: 5 Arten, Madagaskar, Südafrika
- Eutanygaster Cameron, 1911: 3 Arten, Neotropis
- Fafana Rousse, Villemant & Seyrig, 2011: 1 Art, Madagaskar
- Gahus Gauld, 1984: 1 Art, Australien
- Hanauella Enderlein, 1921: 1 Art, Brasilien
- Kasparyania Narolsky, 1990: 1 Art, Ostpaläarktis
- Mecotes Townes, 1971: 1 Art, Indonesien
- Narolskyia Koçak & Kemal, 2009: 1 Art, Armenien, Georgien
- Neleothymus Förster, 1869: 9 Arten, Neotropis, Nearktis
- Nothocremastus Dasch, 1979: 20 Arten, Holarktis
- Noxocremastus Narolsky, 1990: 5 Arten, Afrotropis, Ostpaläarktis
- Pharetrophora Narolsky, 1994: 13 Arten, Paläarktis
- Pimplomorpha Cameron, 1906: 6 Arten, Südafrika, Madagaskar
- Polyconus Townes, 1971: 1 Art, Peru
- Pristomerus Curtis, 1836: 140 Arten, weltweite Verbreitung, besonders viele Arten in den Tropen, oft sind die Wirte (kleine Lepidopteren) wichtige Schädlinge an Nutzpflanzen.[7]
- Pseuderipternus Viereck, 1917: 2 Arten, Nearktis
- Pseudocremastus Szépligeti, 1905: 1 Art, Paläarktis
- Ptilobaptus Townes, 1971: 4 Arten, Neotropis
- Pycnoflatsor Narolsky & Schönitzer, 2001: 2 Arten, Palearktis[9]
- Ricrena Cameron, 1906: 1 Art, Südafrika
- Sustenus Townes, 1971: 1 Art, China
- Tanychela Townes, 1971: 2 Arten, Nearktis, Neotropis
- Temelucha Förster, 1869: 236 Arten, davon 47 in der Westpaläarktis,  weltweite Verbreitung[10] T. interruptor
- Tersoakus Narolsky, 2002: 1 Art, Ostpaläarktis
- Trathala Cameron, 1899: 101 Arten, weltweite Verbreitung[11]
- Xiphosomella Szépligeti, 1905:  55 Arten, Neotropis, davon 2 Arten in der Nearktis